# Nanhu
Der Stadtbezirk Nanhu (chinesisch 南湖区, Pinyin Nánhú Qū) ist ein Stadtbezirk der bezirksfreien Stadt Jiaxing im Norden der chinesischen Provinz Zhejiang. Er hat eine Fläche von 444,6 km² und zählt 839.433 Einwohner (Stand: Zensus 2020).

## Administrative Gliederung
Auf Gemeindeebene setzt sich der Stadtbezirk aus sieben Straßenvierteln und fünf Großgemeinden zusammen. 